# Запретная любовь: Бесстыдные истории из жизни лесбиянок
Запретная любовь: Бесстыдные истории из жизни лесбиянок (англ. Forbidden Love: The Unashamed Stories of Lesbian Lives) — канадский документальный фильм 1992 года о жизни гомосексуальных женщин и их опыте в лесбийском бульварном чтиве (англ. Lesbian pulp fiction). Сценарий и режиссура Линн Ферни и Айрлин Вайсман. Премьера фильма состоялась в 1992 году на кинофестивале в Торонто, релиз в США 4 августа 1993 года. Фильм выпущен «женской студией D» при Канадской государственной службе кинематографии. В 2014 году вышла оцифрованная версия документального фильма.

## Описание
Фильм начинается со сцены прощания двух женщин на вокзале. Одна из женщин по имени Лора уговаривает свою спутницу Бет бежать с ней, но та отказывается.
Далее начинается обсуждение влияния лесбийского бульварного чтива на женщин 1940-х и 1950-х годов, рассказывается о творчестве писательницы Энн Беннон в данном жанре. На протяжении всего фильма зрителям демонстрируются интервью девяти канадских женщин, в котором каждая из них поведала свою историю опыта лесбийских отношений и про то негативное отношение, которое каждая из них испытывала со стороны окружающих.
Интервью переплетаются со сценами в гей-баре, в котором Лора знакомится с девушкой по имени Митч, и после непродолжительного знакомства обе уезжают в квартиру Митч.

## Литературные отсылки
Персонажи Бет и Лоры являются отсылкой к персонажам серии романов «Хроники Бебо Бринклер», написанных Энн Беннон. Сцена на вокзале заимствована из первой книги Беннон Odd Girl Out.

## Отзывы
Издание Montreal Gazette назвала фильм «нарочито манерным». Ежедневник Globe and Mail написал, что в фильме «есть множество историй, все хорошо отредактированы и чётко рассказаны. Смешные истории сменяются печальными. Они настолько убедительны, что резко контрастируют с эротической литературой». Крупнейшая канадская газета Toronto Star оценила работу, проделанную режиссёрами: «Фильм Ферни и Вайсман вносит свой вклад в быстрорастущую гей-культуру. После десятилетий подавления и стыда, гомосексуализм получил допуск к широкой общественности. Это фильм затронул только десять историй, несомненно тысячи ждут, чтобы их рассказали».

## Награды
В 1993 году картина стала лауреатом кинопремии «Джини» за лучший документальный фильм, а в 1994 году получила награду GLAAD Media Awards как выдающийся документальный фильм.